# Beautiful Boxer
Beautiful Boxer (en tailandés: บิวตี้ฟูล บ๊อกเซอร์) es una película tailandesa de 2004 dirigida por Ekachai Uekrongtham. Escrita por Uekrongtham y Desmond Sim narra la biografía de Parinya Charoenphol una famosa kathoey (mujer trans), luchadora de Muay Thai, actriz y modelo. Su papel fue encarnado, en lo que supuso su debut en la pantalla, por el kickboxer masculino Asanee Suwan.
En 2004 la película obtuvo 4 premios en festivales internacionales, incluido el Premio Sebastiane del Festival de Cine de San Sebastián, y 2 más en los organizados por la Asociación Nacional de Cine de Tailandia.

## Sinopsis

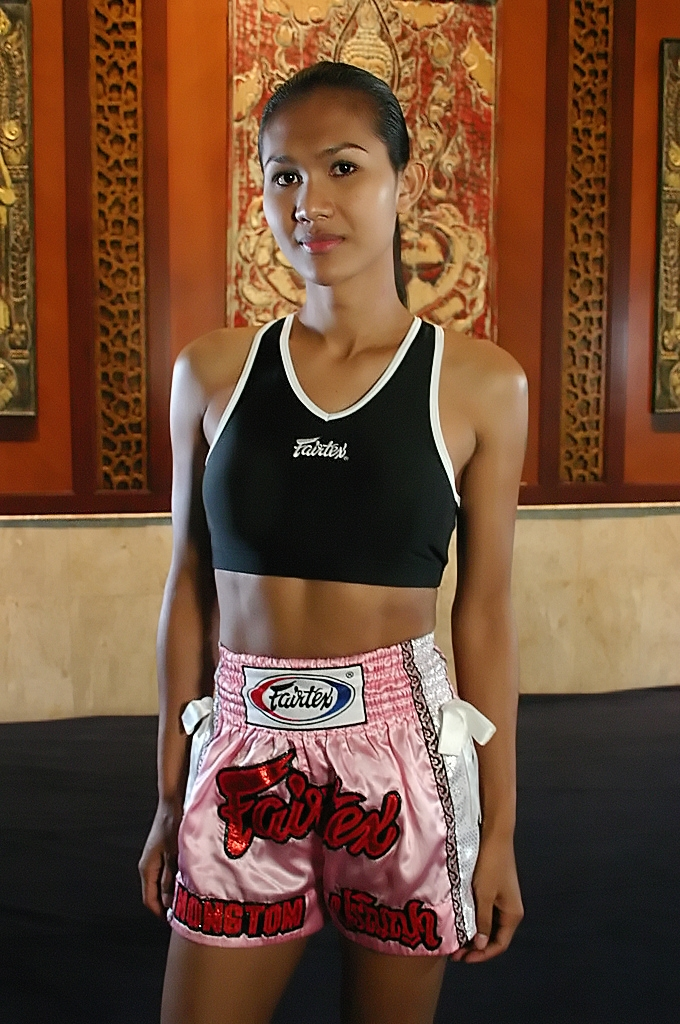
La película narra la historia real de Parinya Charoenphol (en la foto) la más famosa kathoey de Tailandia

Desde su infancia Parinya Charoenphol, conocido como Nong Toom, se ha sentido una mujer atrapada en el cuerpo de un hombre. Tras una etapa de incertidumbre decide que el camino para hacerse respetar y lograr el dinero necesario para cambiarse de sexo es dominar el deporte más masculino y letal: el Muay Thai.  
Con tesón logra, empezando desde su infancia en el Lanna Muay Thai Boxing y adentrándose a la adolescencia como un monje viajero, convertirse en uno de los más poderosos luchadores de esta disciplina deportiva tailandesa frente a sus rivales en Tailandia y Japón. Pero sus combates rozan, en ocasiones, el espectáculo dantesco. 

## Reparto
- Asanee Suwan - Parinya Charoenphol
- Sorapong Chatree - Pi Chart
- Orn-Anong Panyawong - Madre de Parinya Charoenphol
- Nukkid Boonthong - Padre de Parinya Charoenphol
- Sitiporn Niyom - Nat
- Kyoko Inoue - Kyoko Inoue (luchadora japonesa)
- Sarawuth Tangchit - Parinya Charoenphol (de niño)
- Keagan Kang - Jack el reportero

## Premios
Ganados
- Festival de cine Gay y Lésbico de Turín – Mejor película
- Asociación Nacional de Cine de Tailandia – Mejor actor (Asanee Suwan) y Mejor maquillaje (Kraisorn Sampethchareon)
- Festival Internacional de San Sebastián – Premio Sebastian
- Festival Internacional de cine Lésbico y Gay de Milan – Mejor película
- Outfest Los Angeles – Premio talento emergente exterior (Ekachai Uekrongtham)

Nominaciones
- Asociación Nacional de Cine de Tailandia – Mejor película, Mejor actor de reparto (Sorapong Chatree), Mejor actriz de reparto (Orn-Anong Panyawong), Mejor banda sonora (Amornbhong Methakunavudh), Mejor canción (Theu maa jak nai? de Asanee Chotikul) y Mejor diseño de vestuario
- Premios GLAAD – Mejor película extranjera